# Aleksandr Timoszynin
Aleksandr Iwanowicz Timoszynin (ros. Александр Иванович Тимошинин, ur. 20 maja 1948 w Moskwie, zm. 26 listopada 2021 w Krasnogorsku) – rosyjski wioślarz reprezentujący ZSRR, dwukrotny mistrz olimpijski.

## Kariera
Wystąpił na igrzyskach olimpijskich w Meksyku w 1968, gdzie wspólnie z Anatolijem Sassem zdobył złoty medal w dwójkach podwójnych. W finale o 0,98 sekundy wyprzedzili Holendrów, a o 2,39 sekundy pokonali osadę USA. Na rozgrywanych cztery lata później igrzyskach olimpijskich w Monachium w tej samej konkurencji startował z Giennadijem Korszykowem. Osada ZSRR ponownie zwyciężyła, tym razem o 0,81 sekundy wyprzedzili Norwegów i o 3,78 sekundy reprezentantów NRD. 
Ponadto zdobył srebrny medal w dwójkach podwójnych na mistrzostwach Europy w Moskwie (1973).
Był Absolwentem Państwowego Centralnego Instytutu Kultury Fizycznej im. Lenina. Zdobywał mistrzostwo kraju w latach 1968-1970, 1972 i 1975. Po zakończeniu kariery został trenerem, prowadził między innymi reprezentację ZSRR juniorów. Odznaczony Medalem Orderu „Za zasługi dla Ojczyzny”, Orderem Czerwonego Sztandaru Pracy, Orderem „Znak Honoru” oraz tytułami Zasłużonego Mistrza Sportu ZSRR i Zasłużonego Trenera RFSRR. Zmarł 26 listopada 2021 r. w szpitalu miejskim w Krasnogorsku w wyniku ciężkiego zakażenia wirusem SARS-CoV-2.
Jego żona, Natalja Timoszynina, reprezentowała ZSRR w skokach do wody. Ich dzieci: Julija Timoszynina i Władimir Timoszynin oraz synowa, Swietłana Timoszynina, reprezentowali Rosję w skokach do wody. 